# Спасская (Курская область)
Спасская — деревня в Большесолдатском районе Курской области. Входит в Волоконский сельсовет.

## География
Деревня находится в юго-западной части региона в 57 километрах к юго-западу от Курска, в 15 километрах к северу от районного центра — села Большое Солдатское, в 6 км от Волоконска (центр сельсовета).
климат
Деревня, как и весь район, расположена в поясе умеренно континентального климата с тёплым летом и относительно тёплой зимой.

## Население
| 2002 | 2010 |
| ---- | ---- |
| 100  | ↘53  |

## Инфраструктура
Личное подсобное хозяйство.

## Транспорт
Находится в 9 км от автодороги регионального значения 38К-004 (Дьяконово — Суджа — граница с Украиной), в 3 км от автодороги межмуниципального значения 38Н-084 (38К-004 — Волоконск), в 12 км от ближайшего ж/д остановочного пункта Деревеньки (линия Льгов I — Подкосылев)